# Leucate
Leucate – miejscowość i gmina we Francji, w regionie Oksytania, w departamencie Aude. Gmina znajduje się na terenie Parku Regionalnego Narbonnaise en Méditerranée. 
Według danych na rok 1990 gminę zamieszkiwało 2177 osób, a gęstość zaludnienia wynosiła 92 osoby/km² (wśród 1545 gmin Langwedocji-Roussillon Leucate plasuje się na 175. miejscu pod względem liczby ludności, natomiast pod względem powierzchni na 299. miejscu).
Leucate 5 wsi z północy na południe:
- La Franqui (Gare de Leucate-La Franqui),
- Leucate village,
- Leucate plage,
- Leucate village  naturiste sur l'île de la Corrège,
- Port-Leucate.

## Zabytki
Zabytki w miejscowości posiadające status Monument historique:
- Fort de Leucate,
- Grotte des Fées,
- Redoute de la Franqui.